# Elecciones generales de Dinamarca de 2015
Este artículo de refiere a las elecciones parlamentarias celebradas en Dinamarca el 18 de junio de 2015. El bloque azul, formado por los partidos de derecha y centro-derecha (Dinamarca: C, I, O, V), ganó las elecciones con 90 escaños. El bloque rojo, formado por la izquierda y centro-izquierda (Dinamarca: A, B, F, Ø, Å; Feroe: C, E; Groenlandia: S, IA), obtuvo 89 escaños.

## Dinamarca
|               | Lista         | Partido                                    | Líder                   | Votos   | %     | +/ –  | Escaños | +/ – | Posición |
| ------------- | ------------- | ------------------------------------------ | ----------------------- | ------- | ----- | ----- | ------- | ---- | -------- |
|               | A             | Los Socialdemócratas                       | Helle Thorning-Schmidt  | 924.940 | 26,3% | +1,4% | 47      | +3   | 1º       |
|               | B             | Izquierda Radical (Partido Social Liberal) | Morten Østergaard       | 161.009 | 4,6%  | -4,9% | 8       | -9   | 7º       |
|               | C             | Partido Popular Conservador                | Søren Pape Poulsen      | 118.003 | 3,4%  | -1,5% | 6       | -2   | 9º       |
|               | F             | Partido Popular Socialista                 | Pia Olsen Dyhr          | 147.578 | 4,2%  | -5,0% | 7       | -9   | 8º       |
|               | I             | Alianza Liberal                            | Anders Samuelsen        | 265.129 | 7,5%  | +2,5% | 13      | +4   | 5º       |
|               | K             | Demócratas Cristianos                      | Stig Grenov             | 29.077  | 0,8%  | 0,0%  | 0       | ±0   | 10º      |
|               | O             | Partido Popular Danés                      | Kristian Thulesen Dahl  | 741.746 | 21,1% | +8,8% | 37      | +15  | 2º       |
|               | V             | Venstre-Partido Liberal de Dinamarca       | Lars Løkke Rasmussen    | 685.188 | 19,5% | -7,2% | 34      | -13  | 3º       |
|               | Ø             | Lista de la Unidad - Los Roji-Verdes       | Johanne Schmidt-Nielsen | 274.463 | 7,8%  | +1,1% | 14      | +2   | 4º       |
|               | Å             | La Alternativa                             | Uffe Elbæk              | 168.788 | 4,8%  | +4,8% | 9       | +9   | 6º       |
| Participación | Participación | Participación                              | Participación           |         | 85,9% | -1,0% | 175     | —    |          |

Fuente:.

## Islas Feroe
|               | Lista         | Partido                 | Líder              | Votos | %     | +/ –  | Escaños | +/ – |
| ------------- | ------------- | ----------------------- | ------------------ | ----- | ----- | ----- | ------- | ---- |
|               | B             | Partido Unionista       | Kaj Leo Johannesen | 5.500 | 23,5% | -7,3% | 0       | -1   |
|               | C             | Partido de la Igualdad  | Aksel Johannesen   | 5.666 | 24,2% | +3,2% | 1       | 0    |
|               | E             | República (Islas Feroe) | Høgni Hoydal       | 3.998 | 24,5% | +5,1% | 1       | +1   |
|               | -             | Otros                   |                    |       | 27,7% |       | 0       | ±0   |
| Participación | Participación | Participación           | Participación      |       | 65,6% | +6,7% | 2       | —    |

Fuente:.

## Groenlandia
|               | Lista         | Partido           | Líder         | Votos | %     | +/ –  | Escaños | +/ – |
| ------------- | ------------- | ----------------- | ------------- | ----- | ----- | ----- | ------- | ---- |
|               | S             | Siumut            | Kim Kielsen   | 7.831 | 38,2% | +2,6% | 1       | ±0   |
|               | IA            | Inuit Ataqatigiit | Sara Olsvig   | 7.904 | 38,5% | -2,2% | 1       | ±0   |
|               | –             | Otros             |               |       | 20,6% |       | 0       | ±0   |
| Participación | Participación | Participación     | Participación |       | 50,0% | -7,4% | 2       | —    |

Fuente:.